# 朗普纳
朗普纳（法語：Rempnat）是法国利穆赞大区上维埃纳省的一个市镇，属于利摩日区埃穆蒂耶尔县。该市镇2009年时的人口为149人。

## 人口
朗普纳人口变化图示
| 数据来源：INSEE |